# L'amore dei tre re
L'amore dei tre re è un'opera lirica in tre atti di Italo Montemezzi su libretto di Sem Benelli, tratto dal suo omonimo dramma. È considerata il capolavoro del compositore.
La prima assoluta dell'opera è stata data con successo il 10 aprile 1913 al Teatro alla Scala di Milano diretta da Tullio Serafin. A New York ottenne un successo strepitoso e rimase in repertorio per trent'anni di fila.

## Cast della prima assoluta
| Personaggio          | Vocalità     | Interprete 10 aprile 1913 (direttore Tullio Serafin) |
| -------------------- | ------------ | ---------------------------------------------------- |
| Archibaldo           | basso        | Nazzareno De Angelis                                 |
| Manfredo             | baritono     | Carlo Galeffi                                        |
| Fiora                | soprano      | Luisa Villani                                        |
| Avito                | tenore       | Edoardo Ferrari Fontana                              |
| Flaminio             | tenore       | Giordano Paltrinieri                                 |
| Un'ancella           | soprano      | Fernanda Guelpi                                      |
| Una giovanetta       | soprano      | Enrica Merli                                         |
| Un giovanetto        | tenore       | Cesare Spadoni                                       |
| Una vecchia          | mezzosoprano | Rosa Garavaglia                                      |
| Una voce fuori scena | voce bianca  | ?                                                    |

## Trama

### Primo atto
Siamo nel medioevo, in un remoto castello d'Italia quarant'anni dopo un'invasione barbarica.
La scena rappresenta il terrazzo sulla torre del castello. È notte, e una lampada accesa serve da segnale per il ritorno di Manfredo. Entra Archibaldo, vecchio guerriero divenuto cieco, accompagnato dal paggio Flaminio che lo sorregge e lo guida. Archibaldo attende il figlio Manfredo che deve tornare da un assedio al castello nemico e ricorda le glorie passate e gli ardori giovanili; poi scoraggiato dal fatto che Manfredo non giunge torna indietro con Flaminio che nel frattempo, imbrogliando Archibaldo che è giunta l'alba, spegne la lanterna per mettere in guardia Fiora e Avito. Infatti Flaminio è pure un oppresso e copre complicemente la relazione fra i due.
Appaiono Fiora e Avito; stanno per salutarsi dopo la notte d'amore, erano promessi sposi, ma ella era dovuta andare in sposa a Manfredo per suggellare la pace tra invasori e vinti. Si scambiano dolci parole, ma Avito si sgomenta al vedere spenta la lanterna, temendo che qualcuno sia giunto la notte a controllarli. La paura si rivela certezza al giungere di Archibaldo; Avito fugge, Archibaldo chiama Fiora e la interroga con chi parlava perché egli non può vedere Avito. Flaminio è solidale con i due e dichiara che Fiora è sola. Fiora dissimula abilmente alle interrogazioni, quando squillano le trombe e Flaminio annuncia il ritorno di Manfredo. Archibaldo sospettoso invita Fiora a tornare in camera per presentarsi al marito più tardi. Entra Manfredo, che si presenta come un valoroso cavaliere medioevale, contento di rivedere il padre e la giovane sposa. Ella si presenta con dolcezza affettata, avallata dalla repressa rabbia di Archibaldo. Manfredo è felice di riabbracciare il suo "tesoro aulente" e si incammina verso la camera da letto. Archibaldo sente e rimane inorridito e implora il Signore di renderlo cieco anche nel sentire.

### Secondo atto
La stessa scena del primo atto. Manfredo è in procinto di partire per ritornare a combattere e sta salutando la moglie che si dimostra fredda con lui e verso la sua parola commossa. Ella si dimostra finalmente toccata quando Manfredo le esprime il desiderio di vederla salutarlo dalla torre con il suo velo non appena sarà partito, dato che così si sentirebbe sollevato dalla sofferta lontananza da lei. Fiora commossa promette e Manfredo parte. Fiora rimane sola, pensierosa, quando le si presenta Avito che era sempre rimasto lì, travestito come una guardia del castello. Stavolta però ella si dimostra ostile verso le profferte amorose del giovane, per di più inopportune dato il momento. Egli, colpito e amareggiato vuole partire. Il dialogo è interrotto da una ancella che consegna il velo, mentre Avito si nasconde. Rimasti soli, Avito deluso annuncia a Fiora la sua partenza, ma lei lo richiama concedendogli di baciare la sua veste, mentre dalla torre sventola il velo. Avito rinasce e incalza le resistenze di Fiora sempre più fino a vincerla definitivamente e a baciarla. Travolti dalla passione i due rimangono in un'estasi eterea, quando improvvisamente giunge Archibaldo il quale stavolta avverte bene la presenza di Avito e si adira. Avito fugge ma Archibaldo ha capito che Fiora non era sola.
Flaminio annuncia il ritorno di Manfredo, il quale preoccupato per non aver più visto Fiora salutarlo col velo temendo sia caduta dalla torre vuole sincerarsi sulla situazione di lei. Archibaldo manda via Flaminio e rimane solo con Fiora. Alle domande del vecchio stavolta Fiora reagisce violentemente e rivela tutto, ma non il nome dell'amante. Archibaldo, sopraffatto dalla rabbia la afferra alla gola e la uccide. Giunge Manfredo, il quale si dispera alla vista del cadavere di Fiora e rimane sorpreso dalla confessione del padre. Sebbene sia stato messo al corrente della causa non è in grado di provare odio, ma solo pietà. Tuttavia Archibaldo reclama vendetta contro il traditore e medita il modo di compierla. Chiede al figlio di fargli strada col suono dei suoi passi, si carica sulle spalle la sua vittima e lo segue.

### Terzo atto
Nella cripta del castello il corpo di Fiora è adagiato sul giaciglio e intorno vi sono popolani che la vegliano.
Quando stanno per lasciare il luogo entra Avito, costernato e sopraffatto dal dolore. Avito rimasto solo mira l'amata, la esorta a risvegliarsi: non può credere sia morta, ma poi si arrende all'evidenza. Vuole baciarla per l'ultima volta, ma quando lo fa si sente mancare e non può più camminare. Entra Manfredo che riconosce Avito. Gli rivela che Archibaldo ha cosparso la bocca di Fiora con un potente veleno. Avito accetta il suo destino con rassegnazione, ma Manfredo gli chiede se Fiora lo amava e lui, in un ultimo impeto gli risponde "come la vita che le fu tolta, no, di più... di più...", poi lo esorta a compiere la vendetta giacché sente sopraggiungere la morte.
Manfredo, invece, lo adagia a terra accompagnandolo gentilmente: egli non riesce a odiarlo, perché amato dalla sua stessa amata. Quindi si rivolge al corpo di Fiora, supplicandola di non lasciarlo alla sua solitudine, vuole seguirla per sempre e la bacia, barcollando vittima del veleno. Giunge Archibaldo, ansioso di udire il misterioso predatore nella morte; lo abbraccia ma Manfredo gli rivela la sua identità con un ultimo sforzo. Archibaldo inorridisce disperato mentre il figlio gli muore fra le braccia e rimasto solo e condannato al suo buio perpetuo grida "Manfredo! Anche tu, dunque, senza rimedio sei con me nell'ombra!".

## Discografia parziale
- L'amore dei tre re - Sesto Bruscantini/Arturo Basile/Renato Capecchi/Clara Petrella/Rai National Symphony Chorus & Orchestra, 1951 Naxos
- L'amore dei tre re - Nello Santi/London Symphony Orchestra/Anna Moffo/Plácido Domingo/Cesare Siepi/Pablo Elvira, 1977 RCA